# موینا مکگیل
موینا مکگیل (انگلیسی: Moyna Macgill; ۱۰ دسامبر ۱۸۹۵ – ۲۵ نوامبر ۱۹۷۵) یک هنرپیشه اهل ایرلند بود. وی بین سال‌های ۱۹۲۰ تا ۱۹۶۴ میلادی فعالیت می‌کرد.
از فیلم‌ها یا برنامه‌های تلویزیونی که وی در آن نقش داشته‌است می‌توان به ولوت ملی، بی‌نوایان، پیگمالیون، جین ایر، ساعت، پیروزی در پرواز، هیچ چیز دیگری مهم نیست اشاره کرد.